# Juvelize
Juvelize é uma comuna francesa na região administrativa de Grande Leste, no departamento de Mosela. Estende-se por uma área de 7.82 km². Em 2010 a comuna tinha 73 habitantes (densidade: 9,3 hab./km²).